# Крестный ход
Кре́стный ход — в православных и восточнокатолических церквях торжественное церковное шествие с большим крестом (от его несения в начале процессии она и получила своё название), иконами и хоругвями вокруг храма или из одного храма в другой (например, в Пасхальную неделю вокруг церкви, в Крещение на водосвятие), или от одного места к другому (например, от храма к реке для освящения воды, от захоронения мученика к освящению нового храма его имени, вокруг городов и т. д.).

## История
Процессии у всех народов и во все времена были естественной формой общественного празднования, поскольку формировали упорядоченную и впечатляющую церемонию. Они играли видную роль и в больших праздниках Греции, где всегда носили религиозный характер. Самой выдающейся из римских процессий была процессия Триумфа, которая берёт свое начало в возвращении победоносной армии во главе с ее начальником.
Некоторые литургисты утверждают, что ранняя христианская Церковь в своих процессиях следовала ветхозаветным прецедентам, ссылаясь на такие случаи, как процессия Ковчега Завета вокруг стен Иерихона, процессия Давида с Ковчегом, процессии благодарения по возвращении из вавилонского плена и т. д.
Традиция совершения современных крестных ходов идет от кафедрального богослужения в Константинополе, когда христианство стало государственной религией Римской империи. Литургические процессии с шествиями стали совершаться в дни катаклизмов (землетрясений и пр.), нашествия врагов, эпидемий, могли носить благодарственный характер или быть приурочены к особым торжествам (например, освящению церквей). О таких крестных ходах упоминается уже в Восточной церкви — Василием Великим, в Западной церкви — Амвросием Медиоланским; оба указывают, что эти шествия существуют уже продолжительное время, хотя в период гонений на христиан в Римской империи публичные шествия совершать было небезопасно. Также есть упоминание о процессии, сопровождавшейся гимнами, организованной в Константинополе Св. Иоанном Златоустом (ок. 390–400) в противовес процессии ариан — у Созомена.
Хотя реформаторы церкви XVIII века предприняли шаги по упрощению литургического года и его сложной сети праздников и процессий, практики крестных ходов остались важными для католических ритуальных традиций. Например,  когда епископ Страсбурга запретил шествие в День Вознесения в 1743 году, полагая, что эта практика создаст конфликт с протестантами в соседних городах, жители деревень долины Рейна выступили с протестом.

### Крестные ходы в византийском обряде
Первый покровитель христиан из римских императоров Константин I Великий накануне решающей битвы в 312 году видел знамение креста на небе с надписью «Сим победиши!», после чего велел изготовить для своей армии знамёна (впоследствии — хоругви) и щиты с изображениями креста. В дальнейшем упоминается сообщение о том, что в начале V века епископ Порфирий Газский совершал крестный ход на место языческого капища, где предполагалось строительство христианского храма; а во время засухи он совершил шествие, «имея пред собою честный Крест», в древнюю церковь, где находились мощи Святого Тимофея и других мучеников. В VI веке совершение таких крестных ходов было узаконено императором Юстинианом I; он же запретил совершать ходы мирянам без участия священнослужителей: «ибо будет ли крестным тот ход, в котором нет священников, приносящих торжественные молитвы». Кроме этого, совершались шествия («умилостивительные ходы»), когда византийские императоры отправлялись на войну: Феодосий I Великий «с священниками и народом обходил все храмы во власянице, повергался перед гробницами мучеников и Апостолов» перед походом против Евгения; император Маврикий совершал ход в Храм Живоносного Источника; Константин X Дука совершал «продолжительное молебствие с ходом, в котором сам шёл пеший со слезами и сокрушенным сердцем». Есть ряд сообщений о том, что во время природных бедствий (наводнения, бури, засухи) в Константинополе совершались крестные ходы, когда «весь город, по словам историка, обращался как бы в церковь». С VI века в Константинополе освящение храмов стало соединяться с торжественными ходами; так, в 536 году в первое освящение Софийского собора сопровождалось ходом в него из храма Святой Анастасии.
С возникновения собора Святой Софии в Константинополе получает широкое развитие и распространение Устав Великой церкви, где преобладали помпезные патриаршие и императорские выходы и церемонии, связанные с ними «песненные последования», выходы с литиёй (на западе — литании) на поле, то есть богослужения вне храмов, на площадях, улицах и даже за городом, совершения молебнов по случаю губительных эпидемий, землетрясений, пожаров, засух, наводнений, нападений врагов или в благодарность за избавление от них.

В определённые дни церковная процессия (наш теперешний «крестный ход») начиналась в Св. Софии и направлялась в храм, посвященный памяти празднуемого святого или события, в котором вся Церковь, — а не отдельный «приход», — эту память праздновала. Так, например, 16 января, в день празднования «уз св. Апостола Петра процессия — по указанию „Устава Великой Церкви“ — выходит из Великой Церкви (то есть Святой Софии) и направляется в храм св. Петра, где и совершается праздничная Евхаристия». Так вот, пение антифонов и совершалось во время этой процессии и заканчивалось у дверей храма чтением «молитвы входа» и самим входом в храм духовенства и народа Божия для совершения Евхаристии. Отсюда многообразие антифонов, их «изменчивость» в зависимости от празднуемого события, отсюда существование до сего дня особых антифонов, предписанных в дни больших Господних праздников и т. п… Иногда, однако, вместо антифонов пелись специальные тропари святому, и тогда «Устав», отмечая эти тропари, предписывает: «…И входим в Церковь св. Петра и поется „Слава“ с тем же тропарем. Антифонов нет, а сразу Трисвятое…».— Протопресвитер Александр Шмеман. Евхаристия. Таинство Входа.
Отголоски обязательного крестного хода перед каждой литургией можно наблюдать на каждом архиерейском её совершении:
1. когда архиерей входит в храм, протодиакон возглашает: «Премудрость», после чего хор поёт: «Достойно есть» (или задостойник) — то есть, то, что завершает предыдущее богослужение (предполагаемый крестный ход),
2. до малого входа архиерей, по сути, не участвует в литургии — сидит на кафедре посреди храма, что косвенно свидетельствует о том, что антифоны литургии в прежние времена пелись только в крестных ходах.

Русский летописец Нестор сообщал о шествии патриарха Фотия I с ризой Богоматери из Влахернского храма к морю, во время нашествия Аскольда и Дира. Тот же летописец указывает, что массовое крещение киевлян равноапостольным князем Владимиром было совершено не в храме, а на реке Днепр, во время крестного хода.
Однако в российских условиях (с лютыми зимами и осенне-весенней грязью на дорогах) частые крестные ходы совершать не очень удобно. Поэтому количество крестных ходов в Русской православной церкви значительно сократилось вслед за греческими церквами, которым принудительно запрещалось совершать массовые шествия оккупационными властями мусульман (арабов и турок) и латинян (крестоносцев). В СССР в конце 1949 года проведение крестных ходов было ограничено Пасхой.

## Порядок совершения
Крестный ход вокруг храма в Русской православной церкви совершается против движения солнца (против часовой стрелки, противосолонь), в Русской православной старообрядческой церкви — по движению солнца (посолонь). 
Состав крестного хода следующий: сначала фонарь, затем крест, Евангелие, церковные хоругви, хор, праздничная икона, другие возможные иконы, на пасхальной неделе также Артос или Пасха, духовенство и, наконец, прихожане. Участвующие в нём священно- и церковно- служители идут попарно в полном (не всегда) облачении, во время шествия поётся молебный канон. Неотъемлемой принадлежностью ходов издревле были крест и «возженные светильники и кадильницы»; затем присоединилось (в связи с участием в ходах императоров) «ношение священных знамён, или хоругвей, на которых также были изображаемы некоторые события из истории христианства». Также с древних времён в крестных ходах носились Евангелие и иконы.
В крестном ходе Страстной пятницы или при чине погребения в процессию входит плащаница без икон. Во время шествия хор поет стих Святой Троицы: «Святый Боже – Святый Крепкий – Святый Бессмертный, помилуй нас!»
В XX веке в Русской православной церкви появилась форма неканонического крестного хода («крестного лёта») с использованием технических средств, подразумевающая перелёт с иконой на самолёте группы священников или даже перемещение иконы без священников.

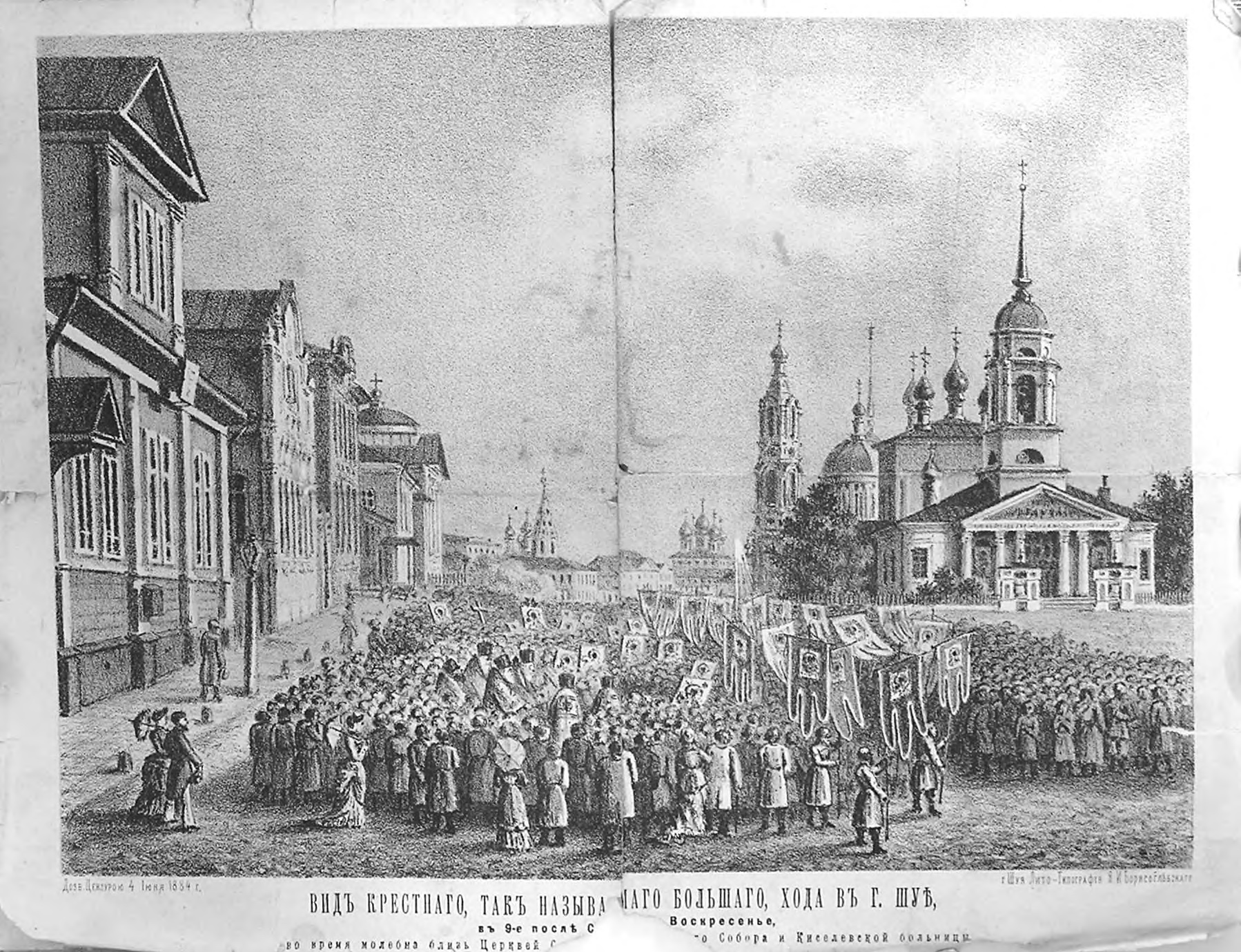
Общегородской крестный ход в Шуе в 9-е воскресенье после Пасхи. 1884 (?)
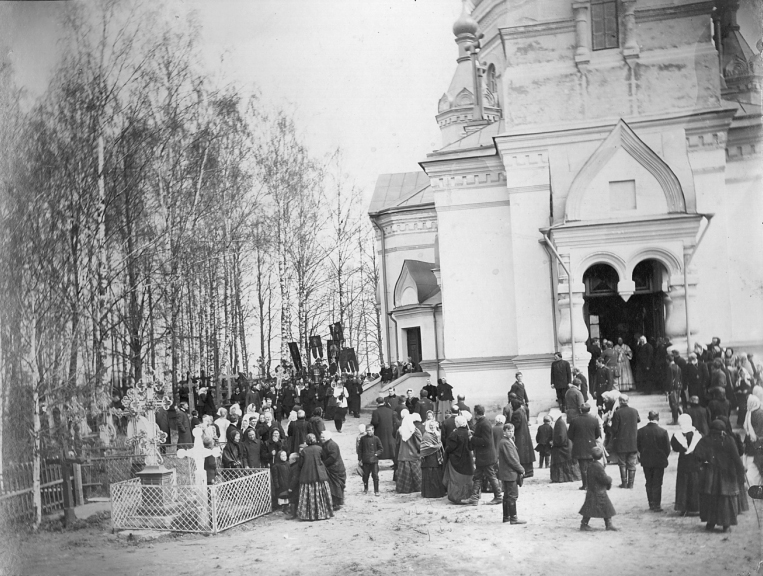
Крестный ход у церкви. Ложголово. 1912 г.
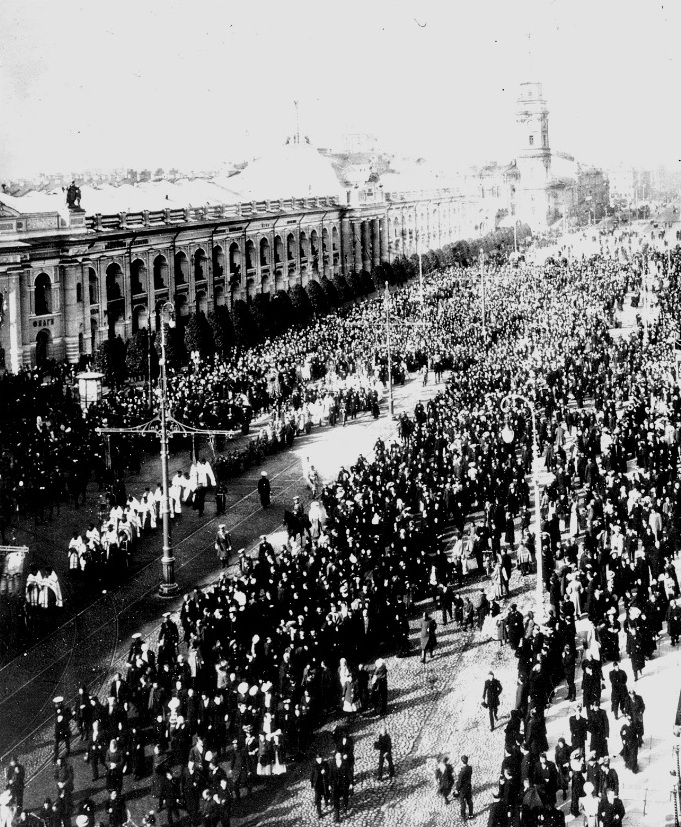
Общегородской крестный ход в Санкт-Петербурге
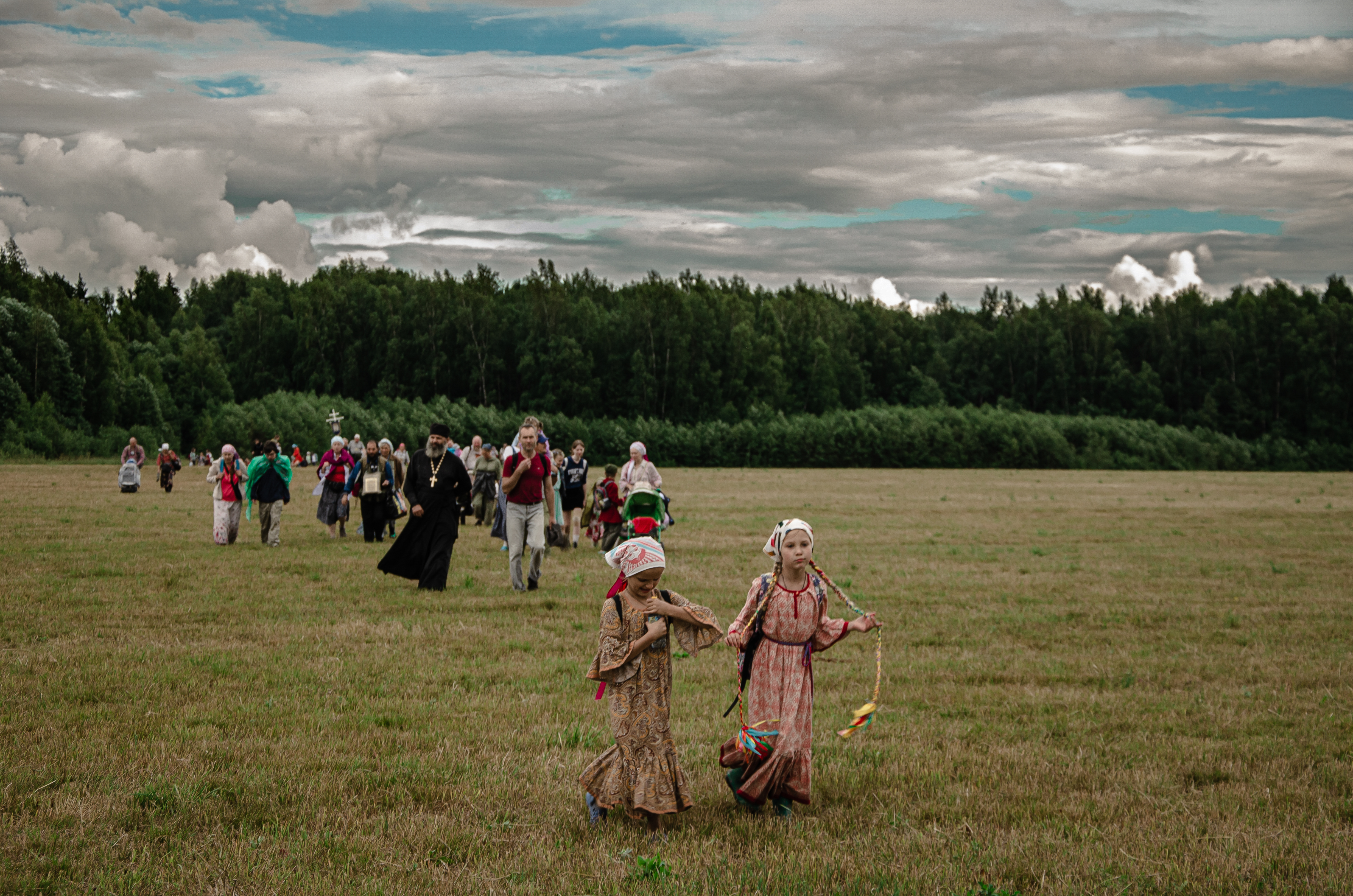
Иринарховский крестный ход
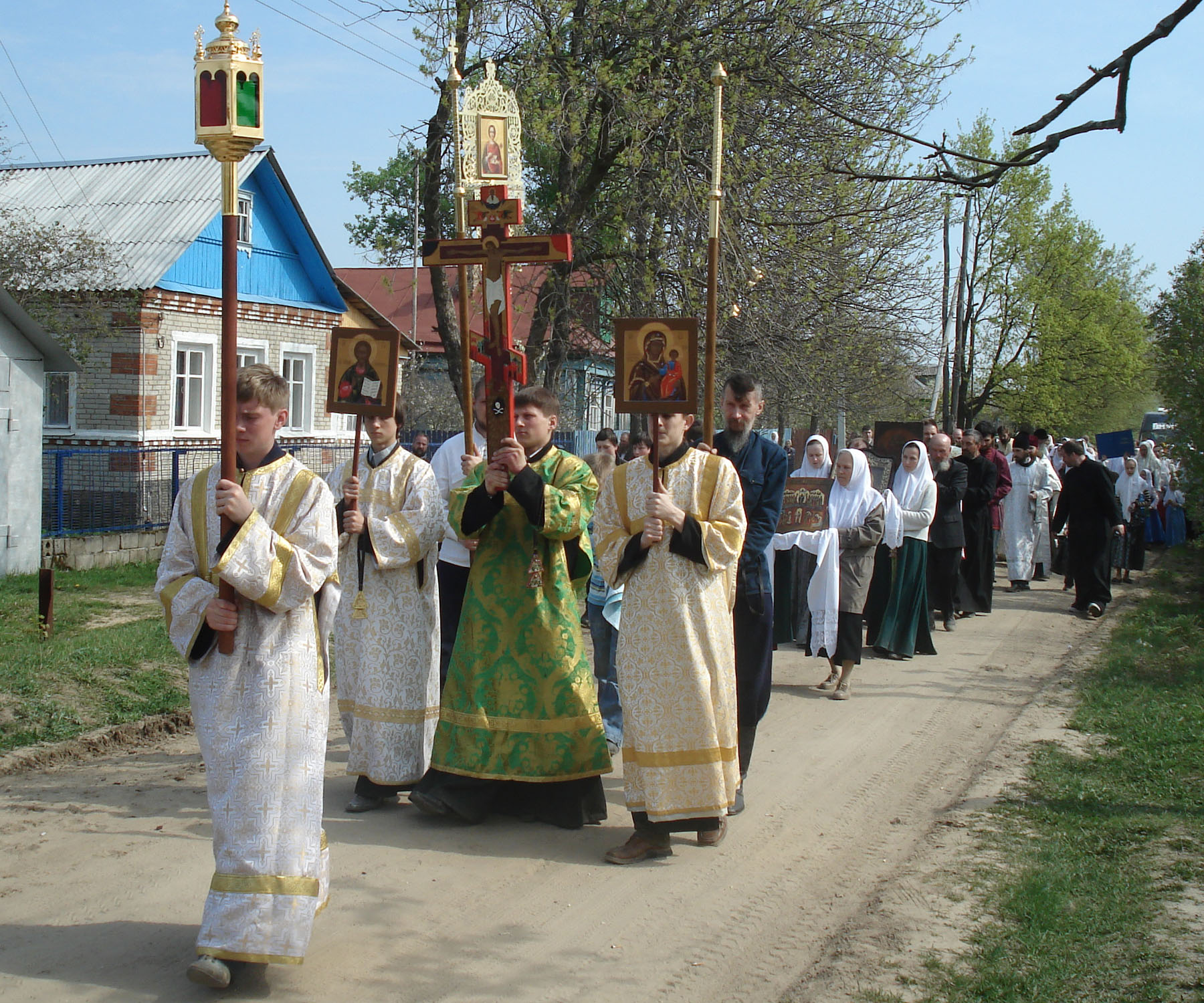
Пасхальный старообрядческий (РПСЦ) крестный ход в Гуслицах 2 мая 2008 года

## В культуре

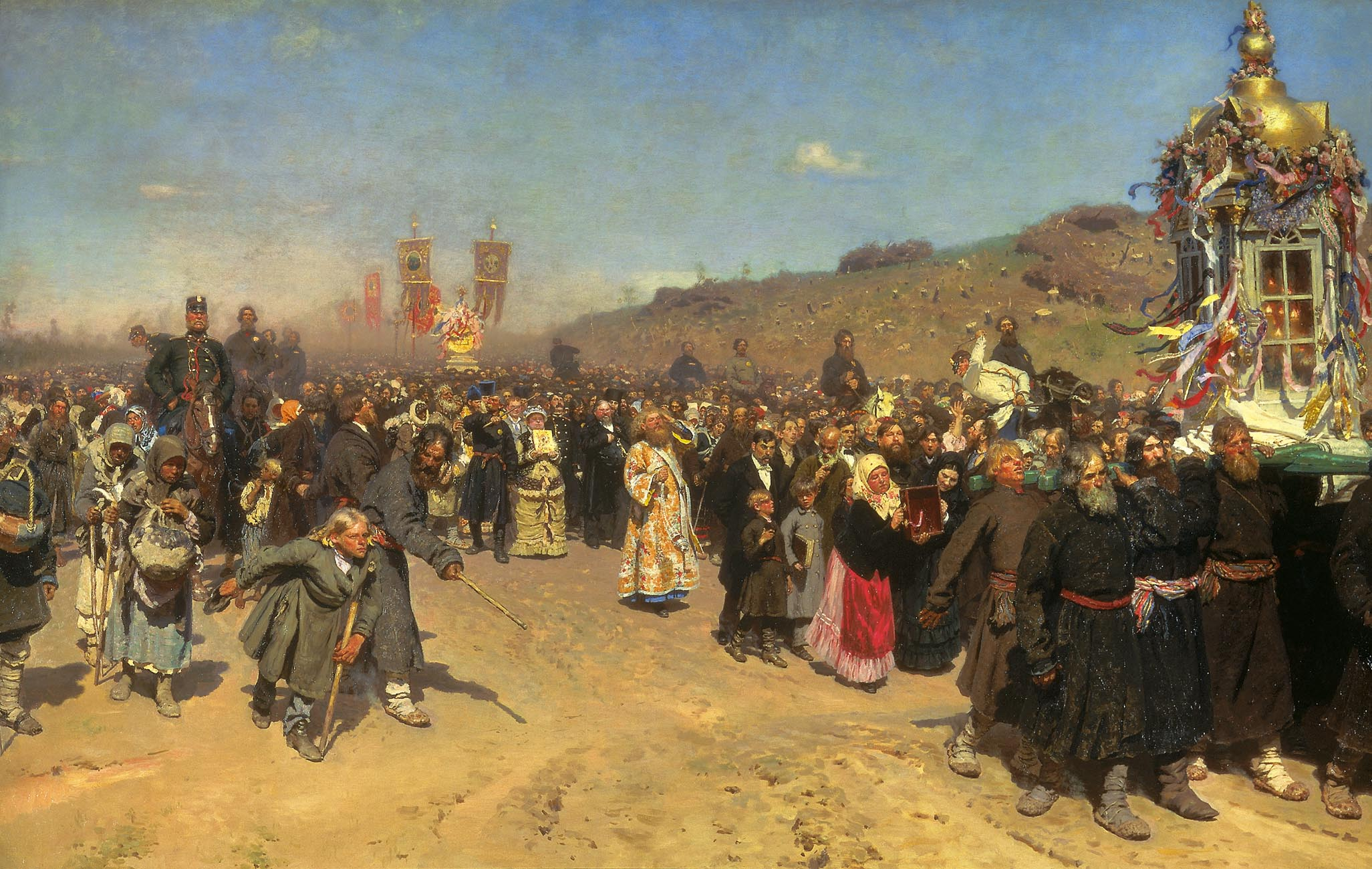
Крестный ход в Курской губернии (1883, Илья Репин)
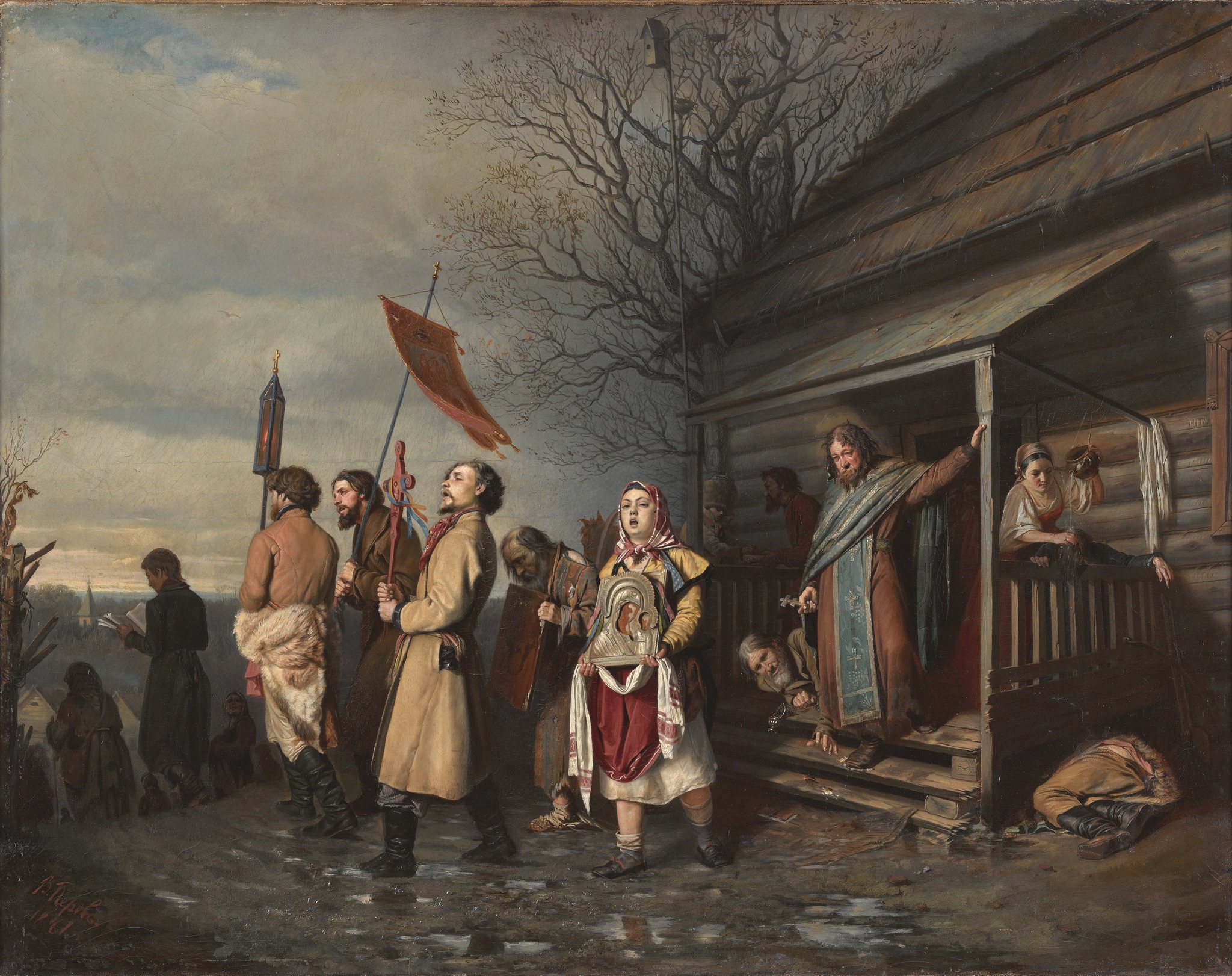
Сельский крестный ход на Пасхе (1861, Василий Перов)
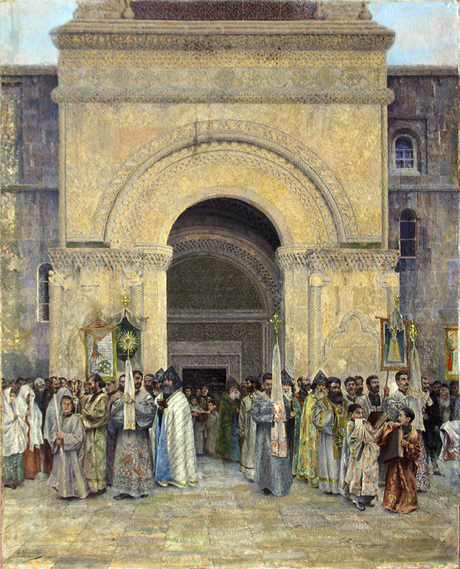
«Выход Крестного хода из Эчмиадзинского собора» (1895, Вардгес Суренянц)
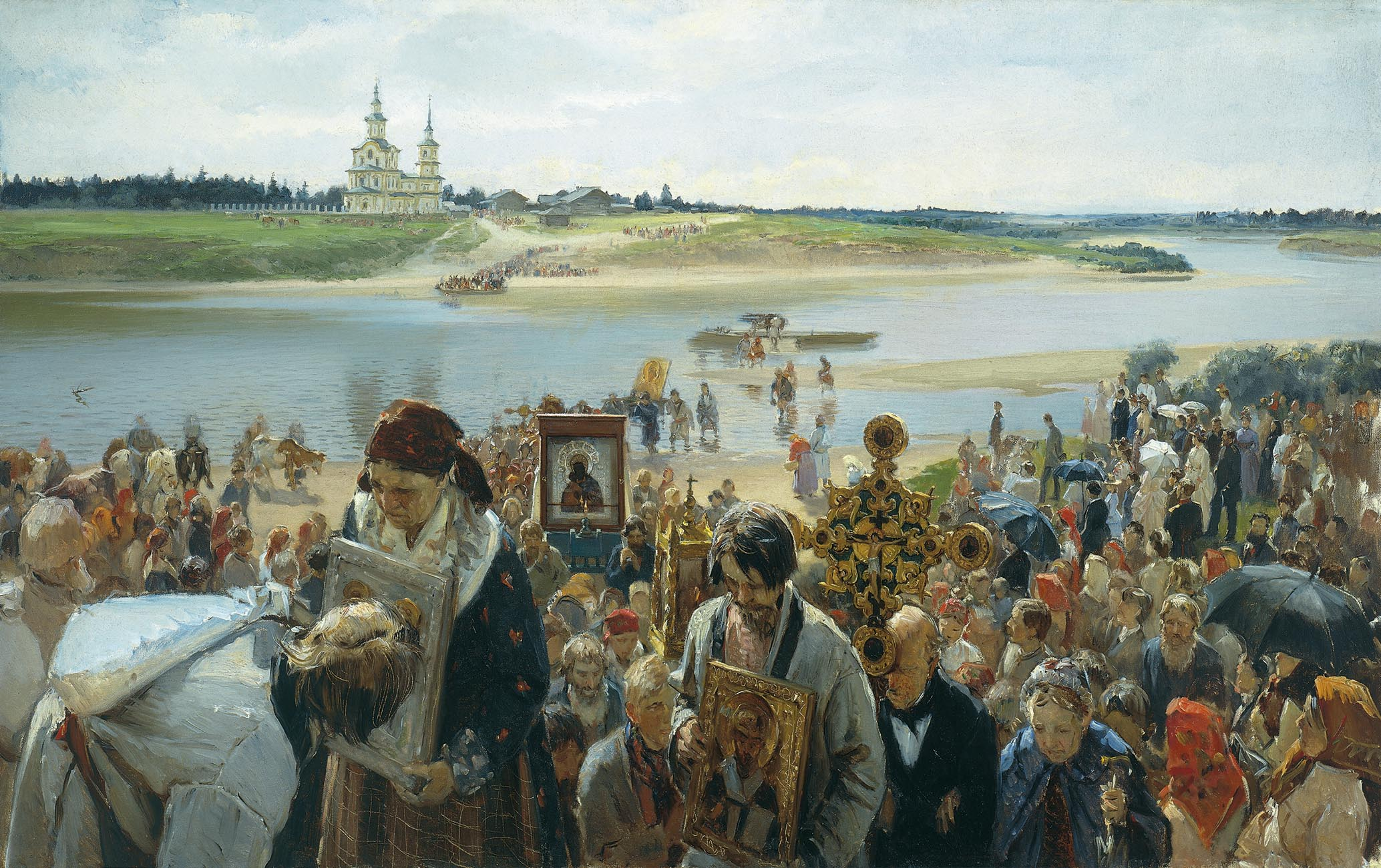
Крестный ход. (1893, Илларион Прянишников)